# اسكاليجيه

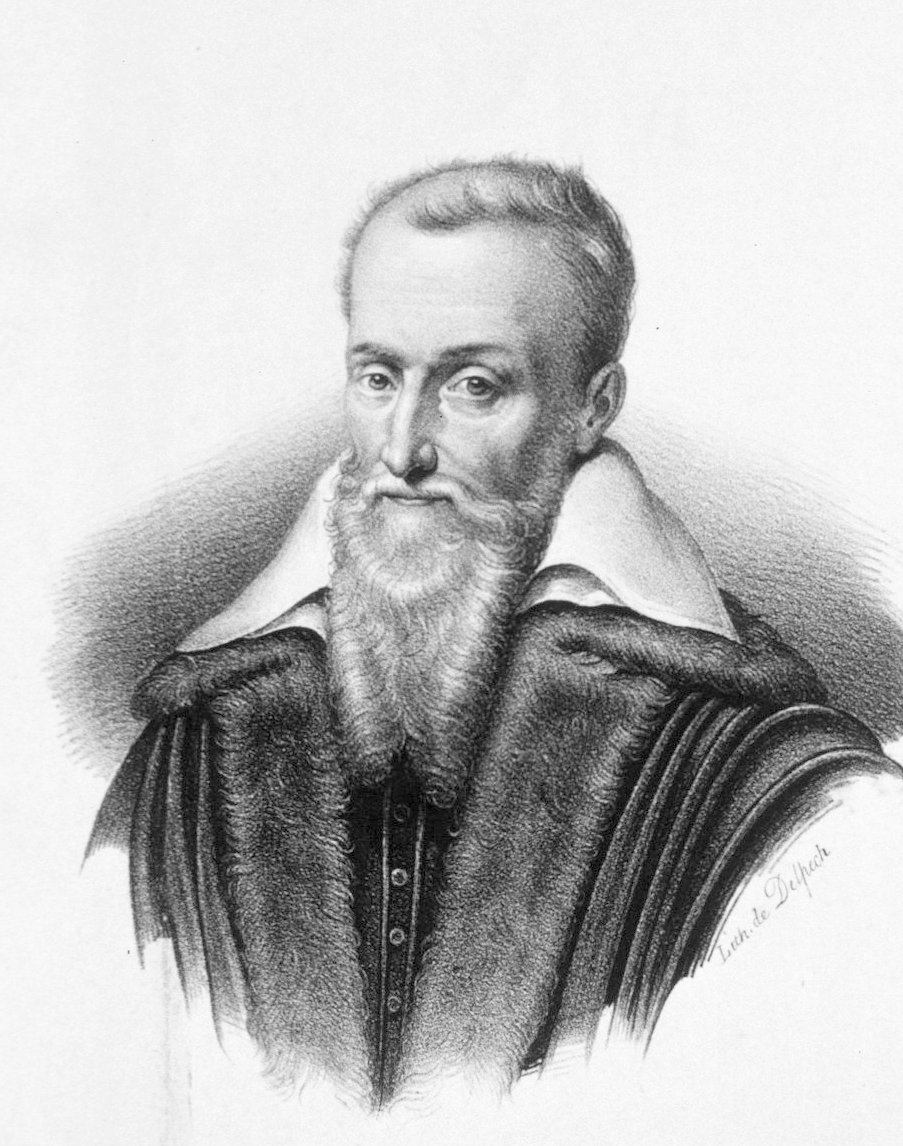
جوزيف اسكاليجيه

جوزيف اسكاليجيه (بالفرنسية: Joseph Juste Scaliger)‏ (1540 - 1609 م) هو مستشرق وفيلولوجي كلاسيكي، فرنسي.
تتلمذ على كيوم بوستل. من أهم آثاره كتاب بعنوان: «في إصلاح الأزمنة» de emendatione temporum الذي ظهرت الطبعة الأولى منه 1583 م في باريس.

## روابط خارجية
- اسكاليجيه على موقع الموسوعة البريطانية (الإنجليزية)
- اسكاليجيه على موقع إن إن دي بي (الإنجليزية)